# فارماکوسیدریت
فارماکوسیدریت  (به انگلیسی: Pharmacosiderite) با فرمول شیمیایی KFe4 [(OH)4 - (AsO4)3]. 7H2O از مجموعه کانی هاست و پرل مگنتیک تشکیل می‌دهد-درآمونیاک قرمز می‌شود ولی رنگ اصلی خودرا دراسید ClH غلیظ بدست می‌آورد. از کلمات یونانی Pharmakon یعنی سم و Sideros به معنای آهن گرفته شده‌است. درشعله ذوب می‌شود و یک پرل مگنتیک تشکیل می‌دهد - درآمونیاک قرمز می‌شود ولی رنگ اصلی خود را دراسید HClغلیظ بدست می‌آورد. K2O:۵٫۳۹٪  Fe2O۳:۳۶٫۵۷٪  As2O۵:۳۹٫۴۷٪  H2O:۱۸٫۵۷٪  برای اولین بار در چک اسلواکی کشف شد و از نظر شکل بلور: مکعبی - تترائدر، رنگ: سبز زیتونی - سبز زمردی تا قهوه‌ای قرمز، شفافیت: شفاف - نیمه شفاف، شکستگی: نامساوی - نامنظم، جلا: الماسی - چرب، رخ: ناکامل - مطابق با، سیستم تبلور:  مکعبی و در رده‌بندی آرسنیات است  و منشأ تشکیل آن ثانوی است.
همایند کانی‌شناسی (پارانژ) آن - اسکورودیت- آرسنوپیریت- لیمونیت و غیره است
، از نظر ژیزمان بلورهای دانه‌ای - خاکی تقریباْ کمیاب است و بیشتر در آلمان، انگلستان، چک اسلواکی، آمریکا و استرالیا یافت می‌شود.

## منبع
- پردیس کشاورزی ایران